# Gibson Les Paul
 Denne artikel omhandler guitarmodellen Les Paul. Opslagsordet har også en anden betydning, se Les Paul (musiker).
Les Paul er Gibsonfabrikkens mest udbredte model. Guitaren er opkaldt efter guitaristen Les Paul, som henvendte sig til Gibson med ideen om at lave en elektrisk guitar. Les Paul modellen forlod fabrikken i 1952.
En Les Paul-guitar er kendt for at være tung og at have en rund og fyldig lyd. Les Paul'en er udstyret med humbucker-pickupper. Les Paul'en blev udviklet som en jazz-guitar, men har den været succesrig som blues-, rock-, og endda metal-guitar.
Der findes også en basguitar version af Les Paul'en, men den har ikke fået samme udbredelse.
 Der er for få eller ingen kildehenvisninger i denne artikel, hvilket er et problem. Du kan hjælpe ved at angive troværdige kilder til de påstande, som fremføres i artiklen.

- Wikimedia Commons har flere filer relateret til Gibson Les Paul